# Kristal Silva
Yuselmi Kristal Silva Dávila (nascida em 26 de dezembro de 1991) é uma modelo mexicana detentora de um título de concurso de beleza que venceu, o concurso Nuestra Belleza México  2016. Ela representou o México no Miss Universo 2016, onde entre as 9 finalistas.
Silva formou-se com honras em administração em 2016.
Antes de competir na 65.ª edição da Miss Universo, Silva participou no Miss Terra 2013, onde ficou entre as 8 finalistas, representando o México.
Três anos depois, recebeu o título de Nuestra Belleza México 2016, tendo competido nesse concurso como delegada do estado nordestino de Tamaulipas. Ela então passou a representar o seu país no Miss Universo 2016, onde terminou como uma das nove primeiras colocadas.